# Boleettongsalamanders
Boleettongsalamanders (Bolitoglossa) zijn een geslacht van salamanders uit de familie longloze salamanders (Plethodontidae).
De wetenschappelijke naam bolito-glossa betekent 'boleet-tong' en slaat op de boleet- (een soort paddenstoel) achtige tong, bestaande uit een lange steel en een knopvormig uiteinde. De tong wordt gebruikt om prooien van enige afstand te grijpen en in de bek te brengen, wat doet denken aan de tong van een kameleon.
Er zijn ongeveer 130 verschillende soorten boleettongsalamanders, maar het aantal verandert regelmatig. Zo zijn er twee nieuwe soorten beschreven in 2007, drie in 2008 en de soorten Bolitoglossa pygmaea en Bolitoglossa robinsoni zijn beschreven in 2009. Vijftien soorten zijn beschreven in 2010, één in 2012 en twee soorten werden in 2014 beschreven. De boleettongsalamander Bolitoglossa aurae is pas in 2016 ontdekt.

## Verspreidingsgebied
Alle soorten komen voor in de regen-, nevel- en bergwouden van tropisch Amerika. Het verspreidingsgebied loopt van Mexico via Midden-Amerika tot in de Zuid-Amerikaanse landen Bolivia, Brazilië, Colombia, Ecuador, Peru en Venezuela. Veel soorten hebben maar een beperkt verspreidingsgebied.

## Uiterlijk en leefwijze
Naamgevend is de paddenstoelachtige tong, waarmee ze vliegen en andere snelbewegende insecten weten te schieten. Net als veel hagedissen kunnen boleettongsalamanders in geval van nood hun staart afwerpen.
De vrouwtjes leggen een veertigtal eieren op het land, in een holletje of onder een steen en bewaken die eieren gedurende de ontwikkeling. Het duurt zes (mannetjes) tot twaalf (vrouwtjes) jaar voordat deze salamanders volwassen zijn. Boleettongsalamanders kunnen in vergelijking met andere salamanders heel oud worden.
Verlies van leefgebied en de schimmelinfectie chytridiomycose vormen voor meerdere soorten een belangrijke bedreiging.

## Taxonomie
Geslacht Bolitoglossa
- Soort Bolitoglossa adspersa
- Soort Bolitoglossa alberchi
- Soort Bolitoglossa altamazonica
- Soort Bolitoglossa alvaradoi
- Soort Bolitoglossa anthracina
- Soort Bolitoglossa aurae
- Soort Bolitoglossa aureogularis
- Soort Bolitoglossa biseriata
- Soort Bolitoglossa borburata
- Soort Bolitoglossa bramei
- Soort Bolitoglossa caldwellae
- Soort Bolitoglossa capitana
- Soort Bolitoglossa carri
- Soort Bolitoglossa cataguana
- Soort Bolitoglossa cathyledecae
- Soort Bolitoglossa celaque
- Soort Bolitoglossa centenorum
- Soort Bolitoglossa cerroensis
- Soort Bolitoglossa chica
- Soort Bolitoglossa chinanteca
- Soort Bolitoglossa chiquitica
- Soort Bolitoglossa chucantiensis
- Soort Bolitoglossa colonnea
- Soort Bolitoglossa compacta
- Soort Bolitoglossa conanti
- Soort Bolitoglossa copia
- Soort Bolitoglossa cuchumatana
- Soort Bolitoglossa cuna
- Soort Bolitoglossa daryorum
- Soort Bolitoglossa decora
- Soort Bolitoglossa diaphora
- Soort Bolitoglossa digitigrada
- Soort Bolitoglossa diminuta
- Soort Bolitoglossa dofleini
- Soort Bolitoglossa dunni
- Soort Bolitoglossa engelhardti
- Soort Bolitoglossa epimela
- Soort Bolitoglossa equatoriana
- Soort Bolitoglossa eremia
- Soort Bolitoglossa flavimembris
- Soort Bolitoglossa flaviventris
- Soort Bolitoglossa franklini
- Soort Bolitoglossa gomezi
- Soort Bolitoglossa gracilis
- Soort Bolitoglossa guaneae
- Soort Bolitoglossa guaramacalensis
- Soort Bolitoglossa hartwegi
- Soort Bolitoglossa heiroreias
- Soort Bolitoglossa helmrichi
- Soort Bolitoglossa hermosa
- Soort Bolitoglossa hiemalis
- Soort Bolitoglossa huehuetenanguensis
- Soort Bolitoglossa hypacra
- Soort Bolitoglossa indio
- Soort Bolitoglossa insularis
- Soort Bolitoglossa jacksoni
- Soort Bolitoglossa jugivagans
- Soort Bolitoglossa kamuk
- Soort Bolitoglossa kaqchikelorum
- Soort Bolitoglossa la
- Soort Bolitoglossa leandrae
- Soort Bolitoglossa lignicolor
- Soort Bolitoglossa lincolni
- Soort Bolitoglossa longissima
- Soort Bolitoglossa lozanoi
- Soort Bolitoglossa macrinii
- Soort Bolitoglossa madeira
- Soort Bolitoglossa magnifica
- Soort Bolitoglossa marmorea
- Soort Bolitoglossa medemi
- Soort Bolitoglossa meliana
- Soort Bolitoglossa mexicana – Mexicaanse boleettong
- Soort Bolitoglossa minutula
- Soort Bolitoglossa mombachoensis
- Soort Bolitoglossa morio
- Soort Bolitoglossa mucuyensis
- Soort Bolitoglossa mulleri
- Soort Bolitoglossa nicefori
- Soort Bolitoglossa nigrescens
- Soort Bolitoglossa ninadormida
- Soort Bolitoglossa nussbaumi
- Soort Bolitoglossa nympha
- Soort Bolitoglossa oaxacensis
- Soort Bolitoglossa obscura
- Soort Bolitoglossa occidentalis
- Soort Bolitoglossa odonnelli
- Soort Bolitoglossa omniumsanctorum
- Soort Bolitoglossa oresbia
- Soort Bolitoglossa orestes
- Soort Bolitoglossa pacaya
- Soort Bolitoglossa palmata
- Soort Bolitoglossa pandi
- Soort Bolitoglossa paraensis
- Soort Bolitoglossa peruviana
- Soort Bolitoglossa pesrubra
- Soort Bolitoglossa phalarosoma
- Soort Bolitoglossa platydactyla
- Soort Bolitoglossa porrasorum
- Soort Bolitoglossa psephena
- Soort Bolitoglossa pygmaea
- Soort Bolitoglossa ramosi
- Soort Bolitoglossa riletti
- Soort Bolitoglossa robinsoni
- Soort Bolitoglossa robusta
- Soort Bolitoglossa rostrata
- Soort Bolitoglossa rufescens
- Soort Bolitoglossa salvinii
- Soort Bolitoglossa savagei
- Soort Bolitoglossa schizodactyla
- Soort Bolitoglossa silentium
- Soort Bolitoglossa silverstonei
- Soort Bolitoglossa sima
- Soort Bolitoglossa sombra
- Soort Bolitoglossa sooyorum
- Soort Bolitoglossa splendida
- Soort Bolitoglossa striatula
- Soort Bolitoglossa stuarti
- Soort Bolitoglossa subpalmata – Costaricaanse boleettong
- Soort Bolitoglossa suchitanensis
- Soort Bolitoglossa synoria
- Soort Bolitoglossa tamaense
- Soort Bolitoglossa tapajonica
- Soort Bolitoglossa tatamae
- Soort Bolitoglossa taylori
- Soort Bolitoglossa tenebrosa
- Soort Bolitoglossa tica
- Soort Bolitoglossa tzultacaj
- Soort Bolitoglossa vallecula
- Soort Bolitoglossa veracrucis
- Soort Bolitoglossa walkeri
- Soort Bolitoglossa xibalba
- Soort Bolitoglossa yucatana
- Soort Bolitoglossa zacapensis
- Soort Bolitoglossa zapoteca